# Thibaud Vielliard
Thibaud Vielliard (27 de septiembre de 1989) es un deportista francés que compitió en piragüismo en la modalidad de eslalon. Ganó una  medalla de bronce en el Campeonato Europeo de Piragüismo en Eslalon de 2012, en la prueba de C1 por equipos.

## Palmarés internacional
| Campeonato Europeo | Campeonato Europeo   | Campeonato Europeo | Campeonato Europeo |
| Año                | Lugar                | Medalla            | Competición        |
| ------------------ | -------------------- | ------------------ | ------------------ |
| 2012               | Augsburgo (Alemania) | Medalla de bronce  | C1 por equipos     |